# 4518-as mellékút (Magyarország)
A 4518-as számú mellékút egy bő 22 kilométer hosszú, négy számjegyű mellékút Bács-Kiskun vármegye és Csongrád-Csanád vármegye területén; Gátért és a 451-es főutat köti össze Pusztaszerrel és az 5-ös főúttal, a közöttük fekvő egyetlen kisebb település, Tömörkény és felgyői külterületek érintésével.

## Nyomvonala
A 451-es főútból ágazik ki, a Bács-Kiskun vármegyéhez tartozó Gátér belterületének északi részén, nem messze a MÁV 147-es számú Kiskunfélegyháza–Orosháza-vasútvonalának Gátér megállóhelyétől. Délkeleti irányban indul, Petőfi Sándor utca néven, végighúzódik a falu központján, majd még a másfeledik kilométerének elérése előtt elhagyja a község utolsó házait. 2,1 kilométer után egy elágazáshoz ér: ott a 4503-as út torkollik bele délnyugat felől, Pálmonostora irányából, 5,6 kilométer megtétele után.
A 3+650-es kilométerszelvénye táján egy kisebb vízfolyást keresztez, és egyúttal elhalad Gátér, Felgyő és Tömörkény hármashatára mellett, onnan e két utóbbi község határvonalát kísérve folytatódik, a továbbiakban már Csongrád-Csanád vármegye területén. Ott, még a negyedik kilométerének elérése előtt egy újabb elágazása következik: a részben földútként húzódó 4517-es út torkollik bele északkelet felől, Csongrád belvárosa irányából, 13 kilométer teljesítését követően.
Onnét még majdnem három kilométeren át húzódik a két település határán – a belterületektől több kilométer távolságra –, csak 6,8 kilométer után ér teljesen tömörkényi területre. 9,6 kilométer után, a falu belterületének nyugati szélén találkozik a 4504-es úttal, amely Pálmonostorát köti össze Csanytelekkel, illetve Tömörkény központján is ez húzódik végig. A 4518-as a belterületet ennél jobban nem is érinti: egy rövid közös szakasza következik a 4504-essel nyugat felé (kilométer-számozás tekintetében egymással ellenirányban húzódva), majd délnek fordulva különválik attól.
A település délebbi határrészein még több, közel derékszögű irányváltása következik, végül délnyugati irányban haladva lépi át a következő község, Pusztaszer határát, 16,1 kilométer után. Ezt az irányt követi a belterületen is, melynek házai között a 19. kilométerétől és 20.-ig halad, Fő utca néven. Pusztaszer déli határában ér véget, beletorkollva az 5-os főútba, kevéssel annak 133+600-as kilométerszelvénye előtt.
Teljes hossza, az országos közutak térképes nyilvántartását szolgáló kira.gov.hu adatbázisa szerint 22,294 kilométer.

## Települések az út mentén
- Gátér
- (Felgyő)
- Tömörkény
- Pusztaszer